# SN 2006rm
SN 2006rm – supernowa typu Ia odkryta 7 listopada 2006 roku w galaktyce A012635+0748. Jej maksymalna jasność wynosiła 19,85m.